# Wäldchestag

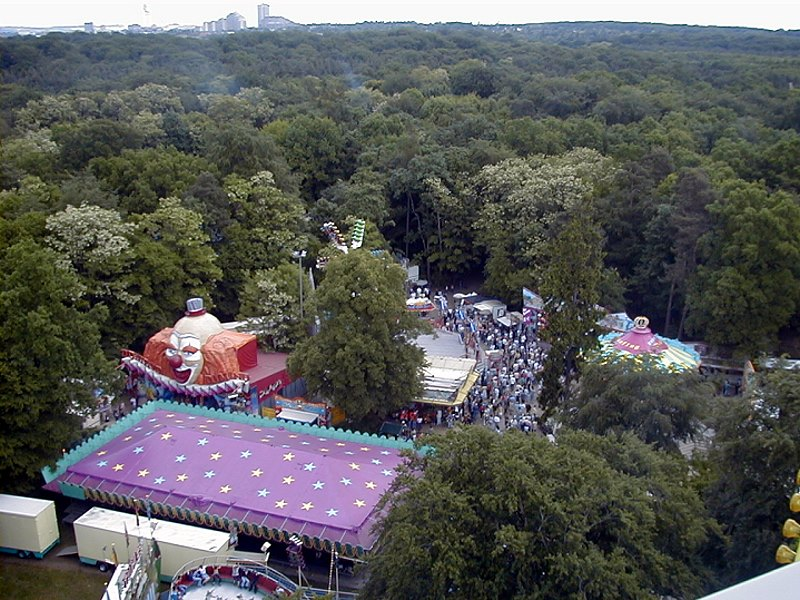
Der Rummelplatz beim Wäldchestag (2002)

Wäldchestag ist in Frankfurt am Main der Name des Dienstags nach Pfingsten, an dem ein traditionelles Volksfest am Oberforsthaus im Frankfurter Stadtwald stattfindet. Das Festgelände liegt im Stadtteil Niederrad in der Nähe des Waldstadions. Bis in die 1990er Jahre hatten an diesem Tag nachmittags die meisten Frankfurter Geschäfte geschlossen, und die Arbeitnehmer hatten ab 12 Uhr frei. Deshalb wurde der Wäldchestag scherzhaft im Volksmund auch Frankfurts Nationalfeiertag genannt.
Kleinere Feste finden am Wäldchestag im Osten Frankfurts im Stadtteil Riederwald sowie vor den Toren Frankfurts in der Altstadt von Hofheim am Taunus, im Hattersheimer Stadtteil Okriftel, im Friedberger Stadtteil Ossenheim, Eppstein-Niederjosbach, Sulzbach sowie in Kelkheim (seit 2016) statt.

## Geschichte des Wäldchestages

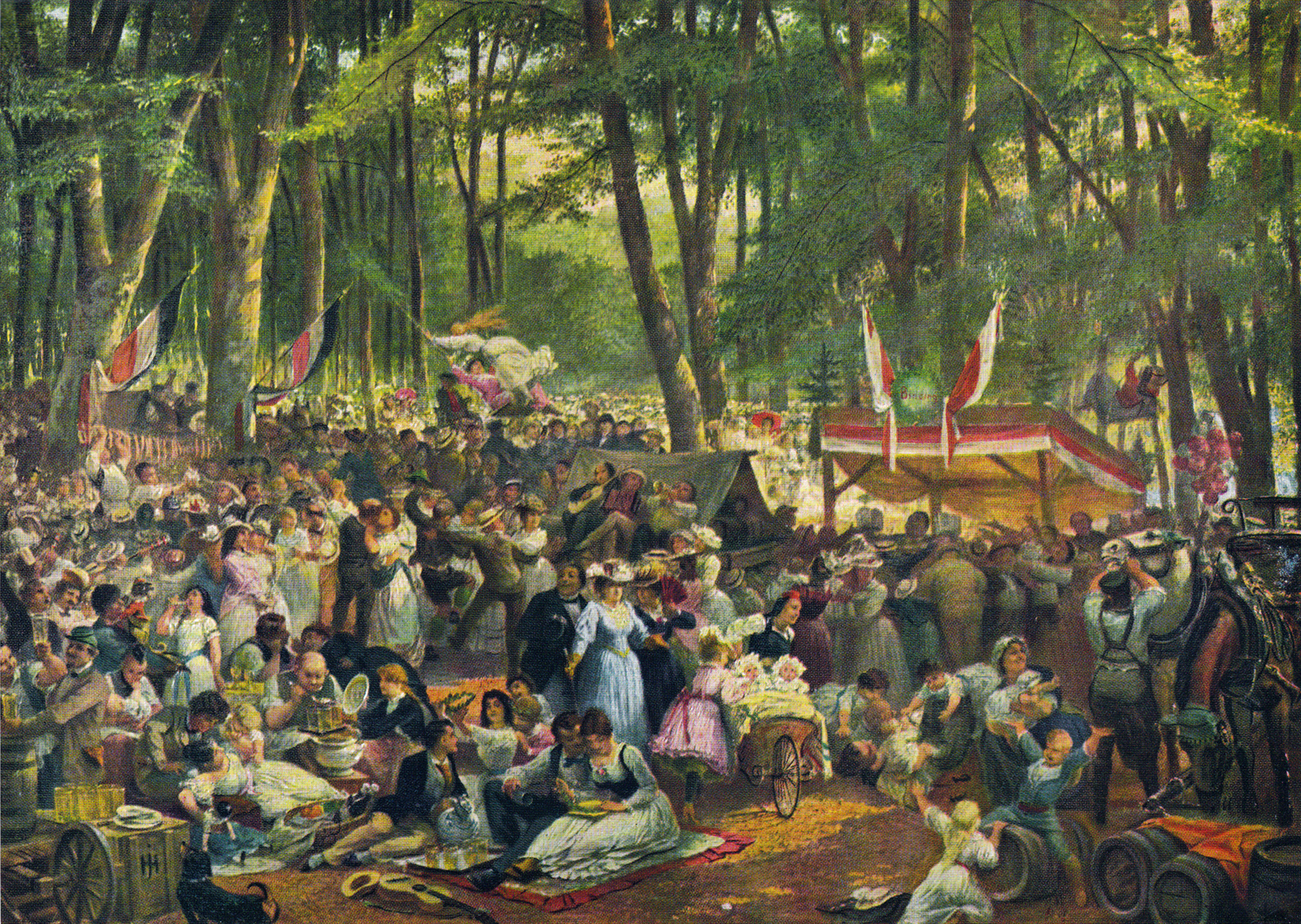
Wäldchestag. Ölgemälde von Heinrich Hasselhorst, 1871

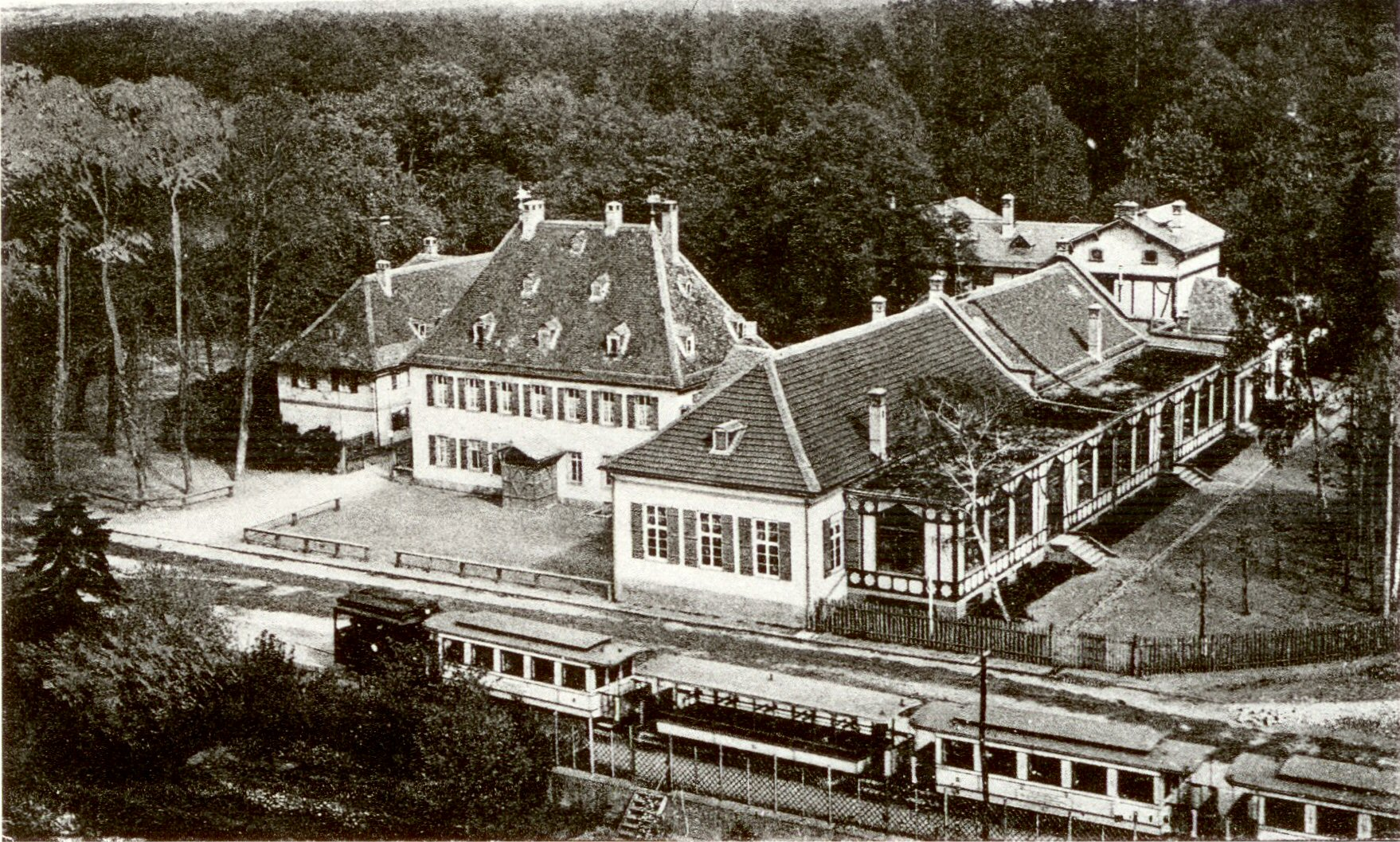
Das Oberforsthaus 1904, im Vordergrund die Frankfurter Waldbahn

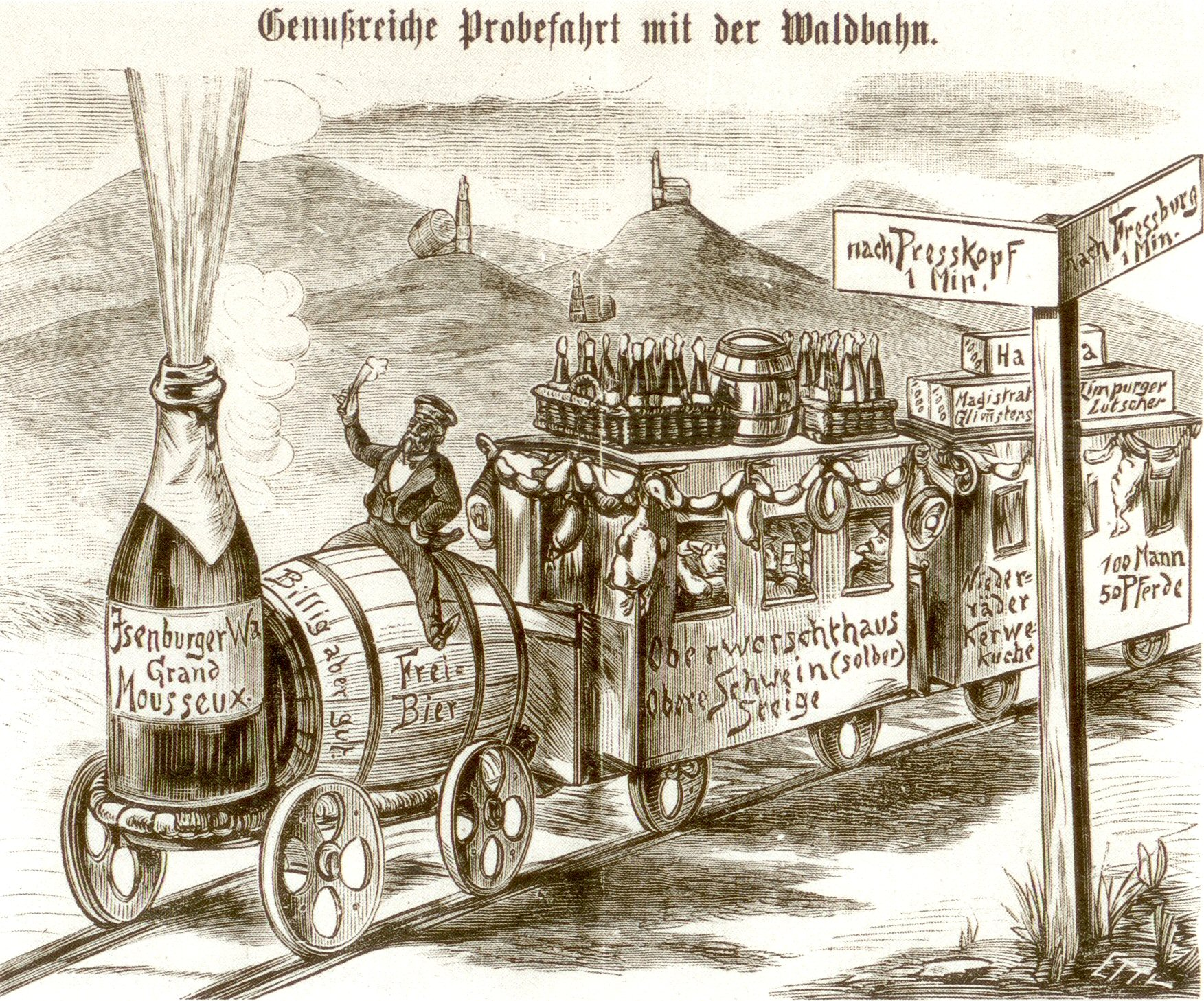
Karikatur in der Frankfurter Latern vom 9. Februar 1889

Das Volksfest am Wäldchestag ist seit dem Ende des 18. Jahrhunderts bekannt, doch gab es schon im Mittelalter Frühlingsfeste am dritten Pfingsttag in Frankfurt. Seit dem 14. Jahrhundert beging die Zunft der Bäcker ihr Zunftfest auf der Pfingstweide im Osten Frankfurts, wo sich heute der Frankfurter Zoo befindet. Ebenfalls in der Woche nach Pfingsten wurde der Kühtanz gefeiert, bei dem die Viehmägde und Hirten in einem fröhlichen Umzug das Vieh der Bürger zur Sommermast in den Stadtwald trieben. Bis heute führen die Gasthäuser Oberschweinstiege und Unterschweinstiege ihre Namen darauf zurück.
Außer dem mittelalterlichen Bäckertanz und dem Kühtanz gab es noch einen dritten Anlass für ein Volksfest, nämlich die alljährliche Holzzuteilung an die Bürger. Der Stadtwald gehörte seit 1372 der Stadt Frankfurt, als Kaiser Karl IV. ihr zur Tilgung seiner Schulden Teile des Königsforstes Wildbann Dreieich abtrat. Seitdem war es den Frankfurtern an diesem Tag offiziell erlaubt, im Wald Holz für den Winter zu sammeln. Nach einer anderen Lesart fanden an diesem Tag Brennholzversteigerungen statt, und das Fest stellte den gemütlichen Teil nach deren Abschluss dar.
Vermutlich brachten sich die Frankfurter Bürger und ihre Bediensteten, die am Wäldchestag in den Stadtwald zogen, Speisen und Getränke von zuhause mit. Wann aus diesem Brauch ein ausgelassenes Fest wurde, ist nicht genau bekannt. Die ältesten literarischen Erwähnungen stammen aus dem frühen 19. Jahrhundert. 1802 dichtete ein unbekannter Frankfurter ein Spottgedicht auf die Schwärme von Menschen, die sich am Wäldchestag im Wäldchen tummeln, als ob es nur an diesem Tag etwas zu essen gäbe, und dabei verschwenden würden, was sie das ganze Jahr über mühsam erspart hätten.
Anton Kirchner schreibt 1818 in seinen Ansichten von Frankfurt am Mayn, das Wäldchen sei seit undenklichen Zeiten ein Lieblingsort der Frankfurter. „Auf einem Fleckchen, das von hohen Buchen umstanden ist, stehen Tische und Bänke rings um einen Brunnen, der trefflich Wasser sprudelt … Schinken und Würste, Braten und Geflügel, Kuchen und Pasteten, liegen auf blanken Schüsseln und reinlichem Tischzeug im Grase ausgebreitet“. Bei dem erwähnten Brunnen handelte es sich wahrscheinlich um den Königslacher Brunnen am Oberforsthaus. Es wurde 1729 für den Reitenden Oberförster Heinrich Carl Baur von Eysseneck errichtet und erhielt sogleich die städtische Schankgerechtigkeit, d. h. der Förster wurde ermächtigt, Speisen und Getränke an die vorüberziehenden Gäste auszugeben. Da es an einer wichtigen Landstraße nach Südwesten lag, war der Platz günstig gelegen. Unter anderen logierten hier auch die künftigen Kaiser Karl VII., Joseph II. und Leopold II., bevor sie von hier in feierlichem Triumphzug in die Stadt geleitet wurden.
Möglicherweise ist das Oberforsthaus als Jägerhaus auch in Johann Wolfgang Goethes Faust eingegangen. Im Osterspaziergang heißt es: Warum denn dort hinaus? Wir gehn hinaus aufs Jägerhaus. 1814 ist ein Besuch Goethes im Oberforsthaus belegt.
1828 erwähnt Johanna Schopenhauer den Wäldchestag in ihrem Reisebericht Ausflug an den Niederrhein und nach Belgien.
1831 wird in einem Artikel der Frankfurter Didaskalia über die Pfingstbelustigungen im Wäldchen bei Frankfurt am Main über das „schöne Fest am Wäldchestag 1792“ geschwärmt, ein Jahr später hebt Georg Ludwig Kriegk den Wäldchestag in seiner Neuesten Chronik von Frankfurt neben Kunstschätzen, Museen und berühmten Bauten eigens hervor.
Mit dem Bau der Bahnstrecke Frankfurt am Main–Heidelberg verbesserte sich die Verkehrsanbindung des Wäldchens, das nunmehr auch für Gäste aus der Region attraktiv wurde. Friedrich Stoltze schrieb 1853 in seinem Gedicht Wäldchestag:
„In Wald, da muß heut Jedes,
Zu Kutsch, zu Pferd, per Eisebah,
Zu Nache un per Pedes.
Un alle Läde un Condorn,
Die wern geschlosse; Alles!
Die Zeil leiht da, wie gottverlorn,
Un leer is selbst der Dalles!...“
Für das Jahr 1868, schon nach dem Ende der Freien Stadt Frankfurt, ist erstmals eine Besucherstatistik überliefert. Damals besuchten rund 25 000 den Wäldchestag, bei einer Einwohnerschaft von knapp 90 000. Anstelle der privaten Selbstversorgung und der fliegenden Ebbelwoi- und Brezelbube trat zunehmend der gewerbliche Ausschank von Bier und Apfelwein. Der Wäldchestag spielte eine zunehmende Rolle im Kulturleben der Stadt, weil die in großer Zahl entstehenden Gesangvereine ihn zu öffentlichen Auftritten nutzten. Erstmals ist für den Wäldchestag des Jahres 1834 ein öffentliches Konzert am Oberforsthaus überliefert. Es fand zu Ehren von Felix Mendelssohn Bartholdy statt, der damals den Cäcilienverein in Frankfurt leitete.
1883 dichtete Adolf Stoltze: „Im griene Laub leiht arm und reich, die Beese und die Fromme“. Das siebte Bild seines 1887 entstandenen Lustspiels Alt-Frankfurt spielt am Wäldchestag. Es endet mit einem großen Gewitter, das für alteingesessene Frankfurter für einen ordentlichen Wäldchestag obligatorisch ist.
Seit 1889 erleichterte die Frankfurter Waldbahn, eine Dampfstraßenbahn, den Frankfurter Bürgern den Besuch des Wäldchestages. Die Waldbahnlinie von der Untermainbrücke nach Schwanheim führte über das Oberforsthaus unmittelbar vorbei am Festgelände.
Höhepunkt und vorläufiges Ende der Wäldchestagstradition wurde das Jahr 1914. Im April 1914 baute man das Oberforsthaus in natürlicher Größe in der Frankfurter Festhalle auf, samt Bäumen, Schießständen, Königsbrünnchen und Zigeunerlager. Die Frankfurter Gesangvereine und das Frankfurter Militär marschierten in der Halle auf. Einen Monat später feierte man zum vorerst letzten Mal den echten Wäldchestag im Stadtwald: Von 1914 bis 1925 fielen sämtliche Feiern im Wäldchen wegen des Ersten Weltkrieges und der nachfolgenden Inflation aus.
Erst 1926 ließ die Stadt erstmals wieder den Hügel für die Feiern herrichten. 1933 machten die Nationalsozialisten nach ihrer Machtergreifung den Wäldchestag zum Tag der Volksgemeinschaft. 1939 brach der Zweite Weltkrieg aus und unterband wiederum für viele Jahre das Volksfest.
Im Zweiten Weltkrieg wurde das Oberforsthaus bei den Luftangriffen auf Frankfurt am Main durch Fliegerbomben zerstört, seine Reste mussten 1963 dem Zubringer zur A 3 weichen. Lediglich der Pferdestall blieb erhalten.
Noch 1949 weigerte sich der Magistrat, den Stadtwald für den Wäldchestag herzurichten, zumal er durch zahlreiche Blindgänger ein gefährlicher Aufenthaltsort geworden war, und bot stattdessen an, die Feiern auf dem in Trümmern liegenden Römerberg abzuhalten. Die Frankfurter boykottierten jedoch den Wäldchestag auf dem Römerberg und zogen wie ihre Vorfahren privat ins Wäldchen. Daraufhin gab die Stadt nach: Am 30. Mai 1950 fand der erste offizielle Nachkriegs-Wäldchestag an alter Stelle nahe dem Oberforsthaus statt.
Seit den 1960er Jahren öffneten die Schaustellerbuden und Fahrgeschäfte bereits über das Pfingstwochenende. 1983 war der Wäldchestag vom Flugtagunglück von Frankfurt überschattet. Am Pfingstsonntag, den 22. Mai 1983, stürzte im Rahmen einer Flugvorführung auf der Rhein-Main Air Base ein kanadischer Starfighter auf die Bundesstraße 44. In einem Auto, das von den Wrackteilen getroffen wurde, starb eine sechsköpfige Frankfurter Pfarrersfamilie, die auf dem Weg zu einem Pfingstausflug gewesen war. Die Unfallstelle lag nur wenige hundert Meter vom Wäldchestagsgelände entfernt.
Bis Anfang der 1990er Jahre schlossen viele Frankfurter Unternehmen, insbesondere auch der Einzelhandel, am Wäldchestag um 12 Uhr und gaben ihren Beschäftigten für den Besuch des Volksfestes frei. Als 1991 wegen des zweiten Golfkrieges die Fastnachtsumzüge in Deutschland abgesagt wurden, strichen viele Unternehmen auch die bislang damit verbundenen Freizeitregelungen für Fastnacht und den Wäldchestag. Anfang 1994 bestätigte das Bundesarbeitsgericht die Streichung der Arbeitsbefreiung als rechtmäßig. Das Ende für die Freizeit am Wäldchestag bildete die Einführung der gesetzlichen Pflegeversicherung 1995. Um die Steigerung der Lohnnebenkosten zu kompensieren, wurde die Zahl der gesetzlichen Feiertage diskutiert und letztlich der Buß- und Bettag abgeschafft. In der Folge strichen die meisten Unternehmen und Institutionen in Frankfurt auch den freien Wäldchestagsnachmittag.

## Der Wäldchestag heute

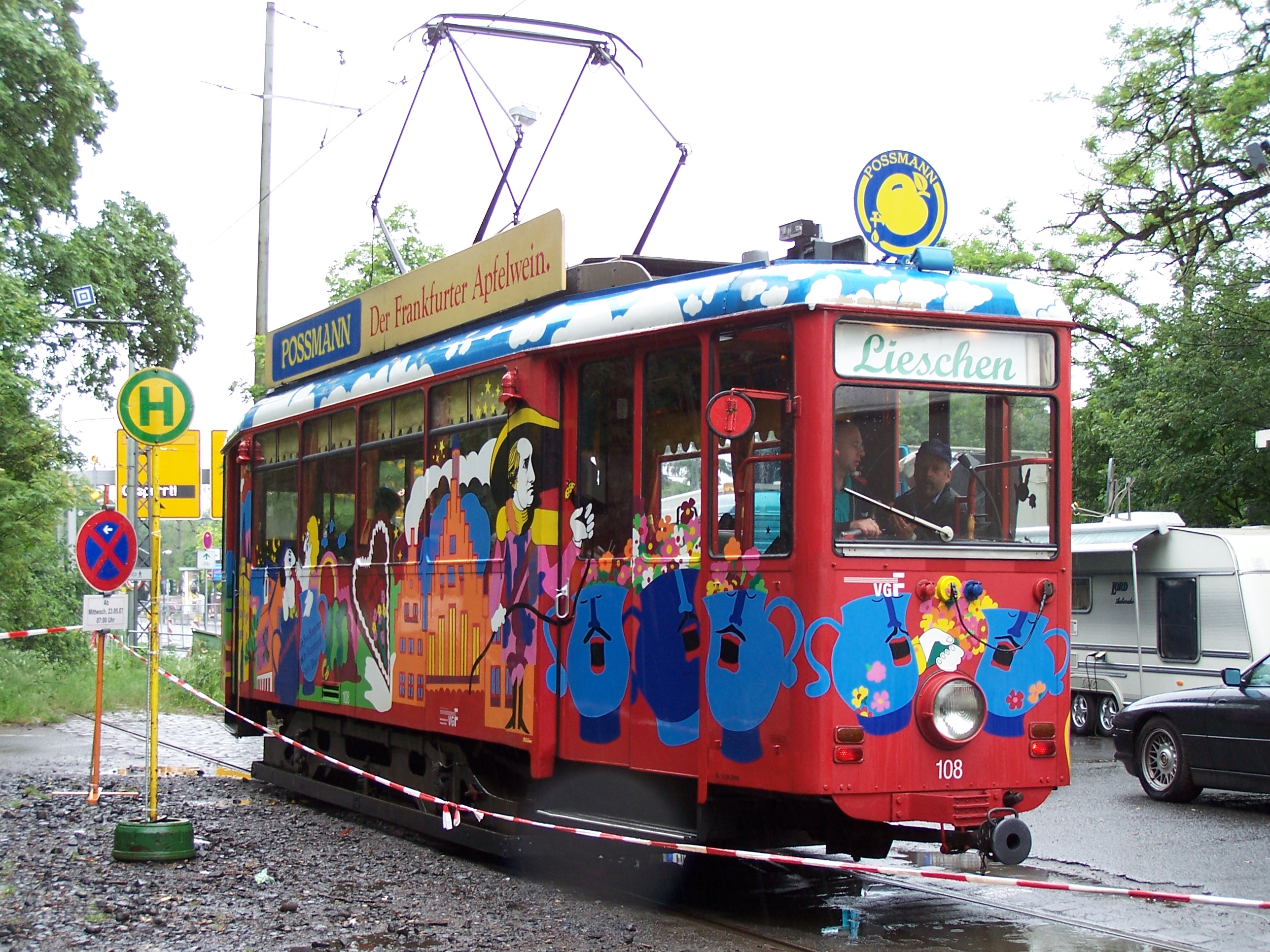
Sonderlinie „Lieschen“ während des Wäldchestages an ihrer Endhaltestelle in der Nähe der Straßenbahnhaltestelle „Oberforsthaus“, Pfingstmontag 2007

Seit den 1960er Jahren ähnelt das Wäldchestagsgelände äußerlich einem Jahrmarkt mit Karussells, Riesenrad, Achterbahn, Schießbuden, Autoscooter und anderen Fahrgeschäften. In der multikulturellen Gesellschaft hat sich das kulinarische Angebot, das früher im Wesentlichen auf Bratwurst, Schaschlikspieße, Rindswurst, Handkäs, Brezel und Haddekuche beschränkt war, deutlich ausgeweitet und internationalisiert. Dazu bieten diverse Wirte Live-Musikdarbietungen, in einer großen Bandbreite von Stilrichtungen. Zum Wäldchestag 2006 wurden insgesamt 174 Schausteller und Händler zugelassen. Es macht allerdings das spezielle Flair des Wäldchestags aus, dass er weniger ein Jahrmarkt mit extremen Fahrgeschäften ist (das findet sich in Frankfurt mehr auf der Dippemess), sondern ein Platz zum Genießen von interessanten kulinarischen und musikalischen Angeboten.
An den Tagen des Wäldchestages wird der öffentliche Verkehr zusätzlich durch die Straßenbahn-Linie 20 (Hauptbahnhof – Oberforsthaus (Wäldchestag) – Stadion) und die Omnibus-Linie 61V (Südbahnhof – Oberforsthaus(Wäldchestag) – Flughafen) verstärkt.
Zusätzlich fuhr bis 2013 das „Lieschen“, die beliebte Wäldchestag-Sonderlinie der Frankfurter Straßenbahn, für die eine eingleisige Verbindung der ehemaligen Frankfurter Waldbahn, von der Sonderhaltestelle „Riedhof“ über die Mörfelder Landstraße bis zum heutigen Ende des Gleises kurz vor der Wendeschleife bei der Straßenbahnhaltestelle „Oberforsthaus“, genutzt wurde. Seit 2014 ist der Betrieb jedoch eingestellt, da die Strecke wegen der Neubaustrecke über die Stresemannallee für 1,5 Millionen Euro hätte instand gesetzt werden müssen. Stattdessen kommen als Ersatz für das Lieschen abwechselnd zwei zirka 50 Jahre alte Busse zum Einsatz, die zwischen Frankfurt Südbahnhof und Oberforsthaus fahren. Viele Gäste kommen auch zu Fuß oder mit dem Fahrrad aus den umgebenden Gemeinden und verbinden so den Besuch des Wäldchestags mit einem Ausflug durch den Frankfurter Stadtwald.
Die Besucherzahlen sind in den letzten Jahren zurückgegangen. Zum einen schließen Büros und Geschäfte heute nicht mehr am Nachmittag. Zum anderen erhielt der Wäldchestag zunehmend Konkurrenz durch andere Volksfeste in Frankfurt und Umgebung. So ziehen das Museumsuferfest, die Rheingauer Weinwoche auf der Freßgass und der Frankfurter Weihnachtsmarkt nicht nur größere Besucherscharen an als der traditionelle Wäldchestag, sie sind auch für Touristen attraktiver. Die Stadtverordnetenversammlung hat deshalb den Magistrat im Februar 2005 beauftragt, ein Konzept zur Sicherung und Förderung der Frankfurter Traditionsfeste Dippemess, Wäldchestag und Mainfest zu erstellen, welches der Magistrat im September 2005 vorgelegt hat.

## Der Wäldchestag in der Kunst
- Wilhelm Hauff spottet in seiner satirischen Schrift Mitteilungen aus den Memoiren des Satan über das Treiben am Wäldchestag[6]
- Wäldchestag ist der auf Ossenheim bezogene Titel eines Romans von Andreas Maier
- Das bekannteste Bild von Heinrich Hasselhorst ist das 1871 entstandene Ölgemälde Wäldchestag im Frankfurter Historischen Museum
- Das siebte Bild des 1887 entstandenen Lustspiels Alt-Frankfurt von Adolf Stoltze spielt am Wäldchestag